# Tricyphona araucana
Tricyphona (Tricyphona) araucana là một loài ruồi trong họ Pediciidae. Chúng phân bố ở vùng Tân nhiệt đới.